# Bibliobús Pedraforca
El Bibliobús Pedraforca és un bibliobús inaugurat l'abril de 1973 per la Diputació de Barcelona, que dona serveis als municipis de la comarca del Berguedà. Rep el suport de la Biblioteca Ramon Vinyes i Cluet de Berga i forma part de la Xarxa de Biblioteques Municipals de la Diputació de Barcelona. El vehicle porta el nom del Pedraforca, ja que dona servei als pobles i nuclis de poblacions propers a la muntanya. Actualment, atén a dotze municipis del Berguedà, amb una total de 12.134 habitants i una periodicitat de pas setmanal, quinzenal i mensual:
- Avià
- Bagà
- Borredà
- Cercs
- Guardiola de Berguedà
- Montmajor
- Olvan
- la Pobla de Lillet
- Saldes
- Sant Julià de Cerdanyola
- Vallcebre
- Vilada

## Història
L'any 1973 la Diputació de Barcelona posa en funcionament la Biblioteca Mòbil número 3 que donava servei 19 municipis i 15 colònies tèxtils de la comarca del Berguedà i tenia una periodicitat quinzenal. El vehicle cedit per la Dirección General de Archivos y Bibliotecas del Ministeri d'Educació d'Espanya, és considerat com el primer bibliobús rural de Catalunya. Per escollir el seu personal, les autoritats franquistes van demanar que s'escollís una parella mixta amb la condició que els dos membres estiguessin casats. Per aquest motiu, Josefina Claret, com a bibliotecària, i Ferran Camprubí, com a conductor i auxiliar, van esdevenir la primera parella del bibliobús després de casar-s'hi. Hi van treballar fins a la seva jubilació l'any 2013.
L'any 1993, el bibliobús, llavors anomenat Bibliobús de Berga, pateix una avaria mecànica greu que li impedeix continuar donant servei i l'any següent fou substituït per un vehicle nou, un Volvo adaptat a les noves necessitats de biblioteca pública i que fou el primer de la nova generació de bibliobusos. Aquest fet circumstancial, va provocar que la Diputació de Barcelona replantegés el seu servei de bibliobusos, tant pel que respecta a les rutes com al disseny i les condicions del vehicle. Per això, va promoure el Pla de Bibliobusos de la Diputació de Barcelona, per tal d'implantar serveis bibliotecaris mòbils a municipis entre 300 i 3.000 habitants de la província de Barcelona. Per altra banda, l'any 1998 el bibliobús canvià el seu nom per l'actual, perquè els habitants de la zona no s'hi sentien gaire identificats amb el nom de la ciutat, i per això, va escollir-se el nom de la muntanya propera, el Pedraforca.
L'any 2007, Josefina Claret i Ferran Camprubí, varen rebre el Premi ACLEBIM de Biblioteques Mòbils, en la categoria de persones, per la seva trajectòria professional al Bibliobús Pedraforca.